# Clos aux galées

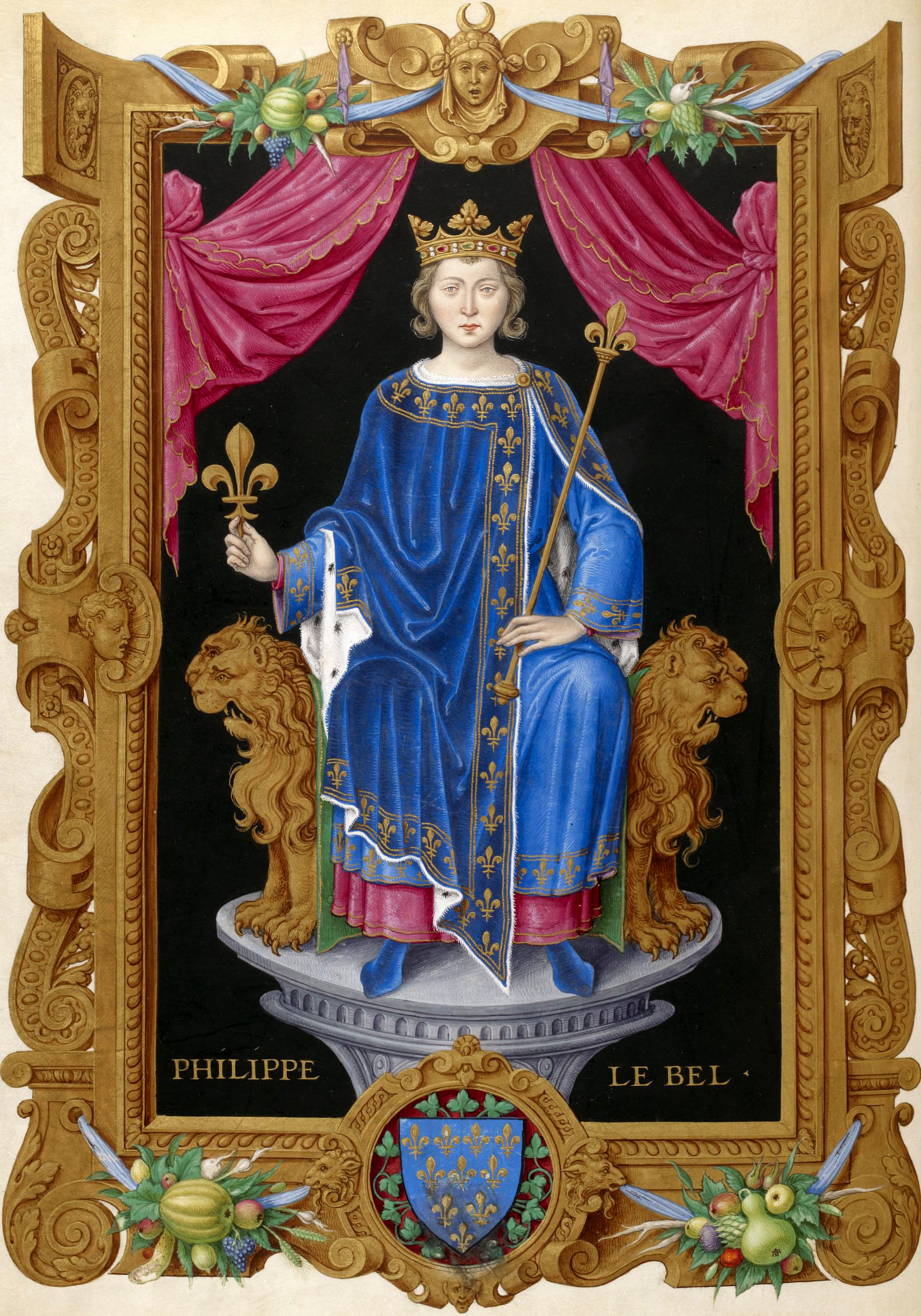
Philippe le Bel, désireux de se donner une marine, établit le Clos des galées près de Rouen à partir de 1292. Recueil des rois de France, vers 1550.

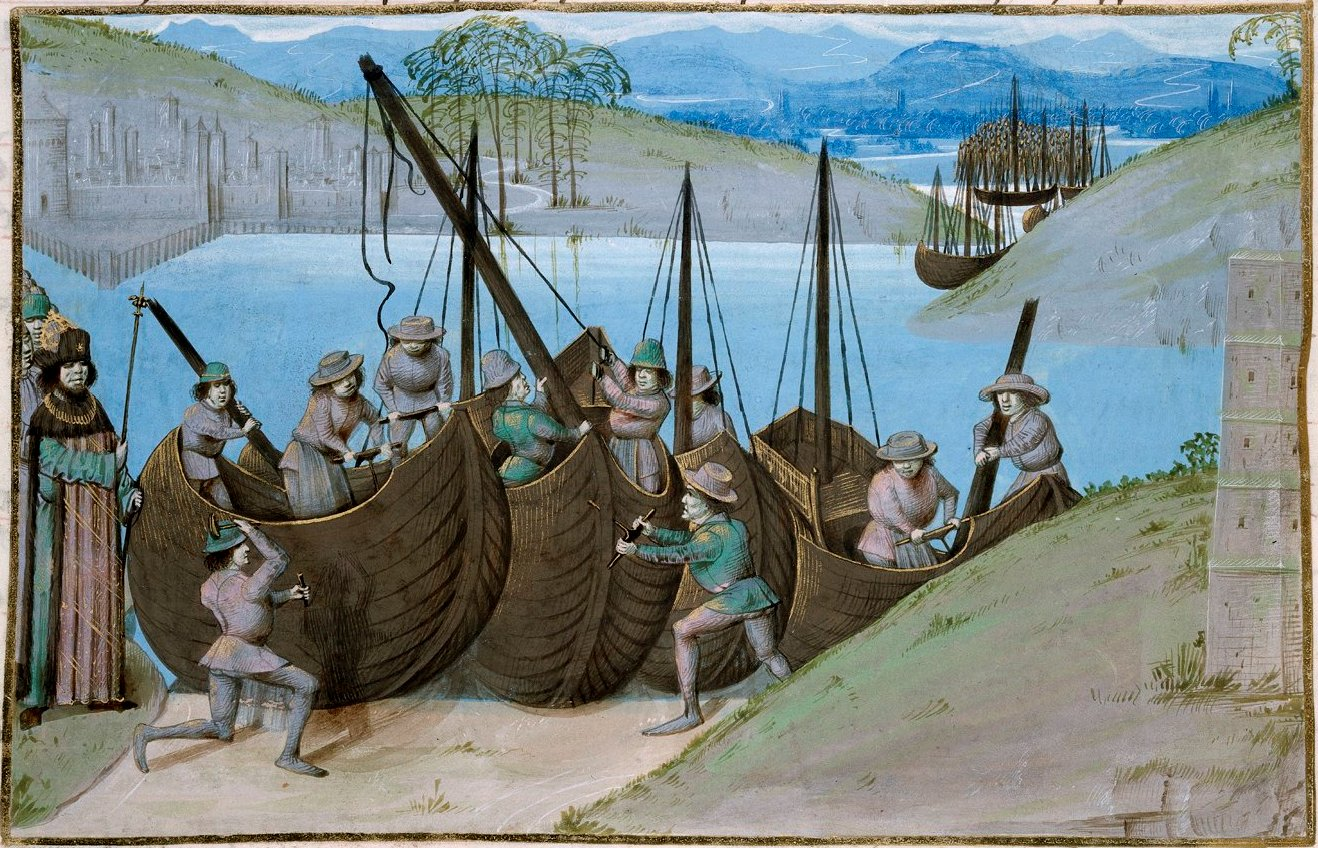
Chantier naval médiéval. Le Clos est chargé de construire toutes sortes de navires. (Miniature de la fin du XVe siècle).

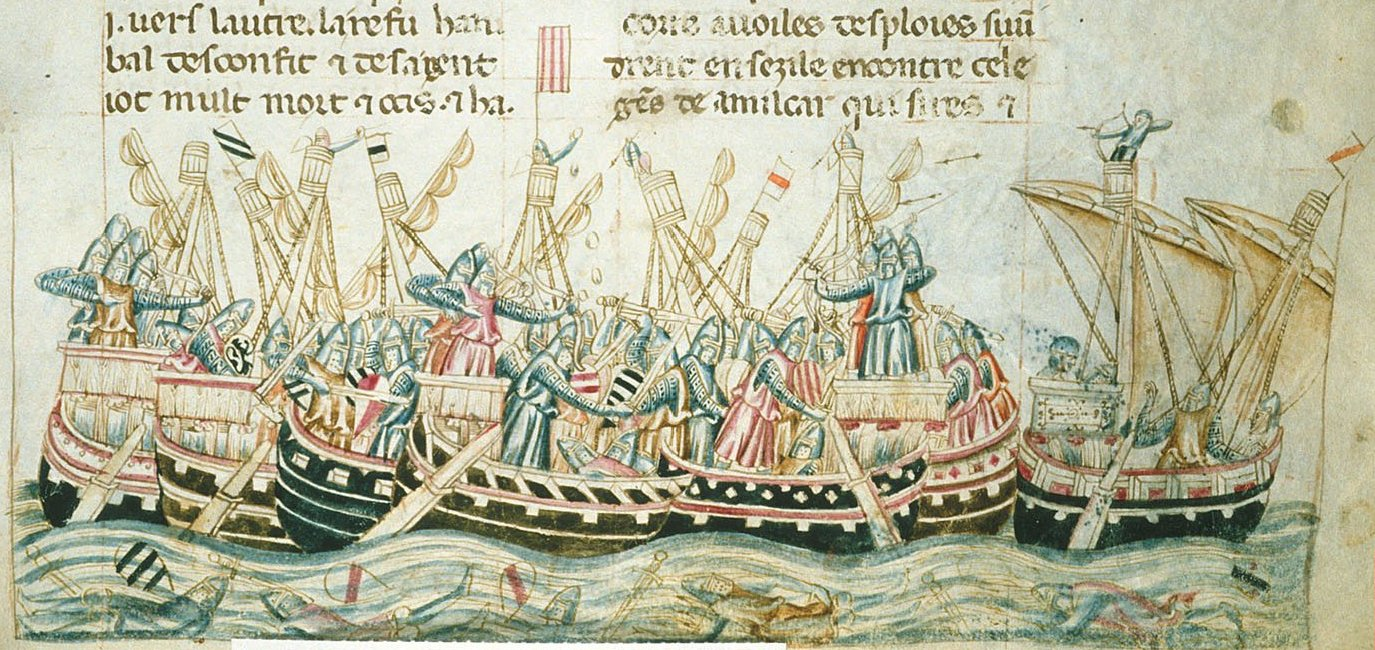
Une bataille navale au début du XIVe siècle. Le Clos lance de nombreux bâtiments qui participent à la guerre de Cent Ans.

Le Clos aux galées, ou Clos des galées, est au Moyen Âge le chantier naval et l'arsenal de Rouen. Une galée, nom qui donnera « galère », désignait un type de bateau de l'époque. Un clos aux galées existait aussi à Harfleur.

## Situation et fonctions du clos aux galées de Rouen
Jusqu'à la fin du XIIIe siècle, les rois de France ne disposaient pas de force navale nationale. Lorsque le besoin s'en faisait sentir, en cas de guerre, ou de croisade, il leur fallait recourir à l'achat, à la location ou au prêt de navires étrangers avec tous les inconvénients que comportait ce système. Le premier souverain à réagir fut Philippe le Bel. Après avoir lui aussi loué des nefs au roi de Norvège, aux villes hanséatiques, au roi d'Aragon, à Gênes, il se décida à créer une flotte « nationale », ce qui supposait de lui donner d’abord une infrastructure.
C'est ainsi que fut établi, à partir de 1292, sur la rive gauche de la Seine, en aval d'un pont reliant l'île Lacroix à Rouen, le « clos » (ou parc) des Galées. Il s'agit du plus ancien arsenal du royaume de France. Son établissement fut mené à bien grâce à l'assistance technique de constructeurs génois qui s’inspirèrent des réalisations vénitiennes et espagnoles. Le nouvel établissement devait répondre à plusieurs fonctions : 
- Accueillir, entretenir et construire les vaisseaux du Roi (nefs, galées, barges), les armer et les gréer.
- Entreposer vivres (biscuits, harengs, lards, vins) et armes (arbalètes, traits, canons, pavois, engins de guerre…). Ceux-ci n’étaient pas destinés uniquement à la marine mais étaient aussi envoyés dans les forteresses royales ou employés lors des sièges.

En conséquence de ces deux rôles, on avait creusé un bassin (l’estang) et des cales sèches, construit des magasins divers, des ateliers de charpenterie, de couture et de fabrication d’armes. Les forêts voisines de Roumare et de Rouvray approvisionnaient le chantier en bois tandis que le fer venait du pays d'Ouche. Quant au chanvre, qui servait à confectionner les cordes et la voilure, il était filé un peu partout dans les environs.
L’emplacement, qui avait été bien choisi, était à l'abri des attaques surprises. Ce lieu stratégique était aussi bien protégé par une enceinte fortifiée, avec une robuste palissade doublée de part et d'autre de larges fossés et renforcés de tourelles.

## Le Clos aux galées de Rouen pendant la guerre de Cent Ans
Il connut une forte activité au XIVe siècle, lors de la première partie de la guerre de Cent Ans : il était en effet le seul chantier naval royal capable de construire des navires de guerre. C’était probablement à cet endroit qu’on fabriqua une partie de la flotte qui sombra lors de la bataille de l'Écluse (1340). On arma aussi à Rouen plusieurs flottes pour attaquer les îles Anglo-Normandes et les côtes sud de l’Angleterre (raids sur Portsmouth en 1369, sur Guernesey en 1372).
En 1374, conscient de l’effort maritime nécessaire pour combattre l’Angleterre, le roi de France Charles V réorganisa la gestion du chantier et arsenal de Rouen. Il nomma un « maître et garde du Clos des galées » dont les fonctions étaient, d’une part, de garder les bateaux, d’en assurer l’armement ou l’entretien et d’en construire de nouveaux et, d’autre part, d’acheter et de renouveler les vivres. Auparavant, vivres et navires se gâtaient et pourrissaient par défaut d’une véritable intendance. Avec ces mesures, Charles V ébauchait un service permanent de la marine militaire. Le maître et garde du Clos des galées devait aussi se charger de retenir et de recruter les ouvriers du chantier tels les calfats, les fabricants de rames, les « maîtres de hache » et autres charpentiers. Cet officier se trouvait sous le commandement de l’amiral de la mer, en l’occurrence Jean de Vienne.
En 1418, à l’approche des Anglais, les Rouennais brûlèrent le Clos des galées. Il ne fut reconstruit qu’en 1451.
La fondation du port du Havre par François Ier annula probablement l'activité du Clos aux galées. Le dernier bateau construit sortit en 1532.

## Le Clos des galées d'Harfleur
Près de l'embouchure de la Seine, à Harfleur précisément, se trouvait un autre clos des galées. Il servait sûrement de refuge et de base de départ pour la flotte royale dans la Manche. Sa construction intervint dans le dernier quart du XIVe siècle, dans le contexte de la guerre de Cent Ans. À l'origine annexe de Rouen, il consistait en un grand bassin fortifié alimenté en eau par la Lézarde avec des quais aménagés au nord et l'est. Des écluses régulaient le niveau de l'eau car la marée étaient ressentie à Harfleur. Le Clos aux galées était entouré d'un rempart flanqué de tours. Une chaîne qui reliait la Petite et la Grosse Tour barrait l'entrée de ce port militaire.
Aujourd'hui ne subsistent plus que quelques murs du rempart. Le bassin, asséché, a été recouvert au fil de l'urbanisation de la ville (quartier de la place d'Armes et la rue d'Oudalle).